# 101 km
101 km (ros. 101-й километр) – forma ograniczenia prawa do swobodnego wyboru miejsca zamieszkania w Związku Radzieckim, która obowiązywała głównie byłych więźniów łagrów. Osoby, które je opuściły, podlegały wielu ograniczeniom, między innymi zamiast zwykłych dowodów tożsamości otrzymywały jedynie dokumenty tymczasowe, tak zwany wilczy bilet (ros. волчий билет). Ograniczał on prawo do zamieszkania w strefie do 100 kilometrów od większych miast, skazując tym samym na „wewnętrzne wygnanie”. Przepis ten doprowadził do powstania wielu osiedli w odległości właśnie 101 km od granic administracyjnych niektórych miast. Niektóre zmieniły swoje nazwy, ale wciąż istnieją takie, które noszą nazwę Сто пе́рвый киломе́тр (Sto pierwyj kilometr), czyli „Sto pierwszy kilometr”.
Niekiedy miejsca te stanowiły skupiska osób niepożądanych w oczach reżimu radzieckiego, wydalonych z miast. I tak przykładowo w 1980, przed igrzyskami olimpijskimi w Moskwie, tysiące podejrzanych należących do grup uznane za ryzykowne zostały wydalone przez KGB z miasta. Byli wśród nich nie tylko radzieccy dysydenci, ale też bezdomni, przestępcy oraz prostytutki.